# 辛珀尔费尔德
辛珀尔费尔德（荷蘭語：Simpelveld）是荷蘭的一個市镇和城市，位於荷蘭東南部，在行政區劃上屬於林堡省。市鎮中心的居民點有多達28個國家紀念建築。

## 外部連結
- 维基共享资源上的相關多媒體資源：辛珀尔费尔德

- 官方网站